# Batu Papan
Batu Papan is een bestuurslaag in het regentschap Indragiri Hulu van de provincie Riau, Indonesië. Batu Papan telt 742 inwoners (volkstelling 2010).